# Den galante stil
Den galante stil (også kaldt førklassicistisk musik og rokokomusik) er en musikalsk stilretning fra 2. halvdel af 1700-tallet i overgangen mellem barokmusikken og klassicismen.

## Historik og beskrivelse
Stilen opstod i senbarokken, som en reaktion på barokkens strengt polyfone stil og betegner i større grad en måde at skrive musik på end en epoke. Tidsmæssigt faldt førklassicismen sammen med litteraturens og de visuelle kunstarters rokokotid, og da musikstilen i et vist omfang også kan siges at dele nogle kendetegn med tidens kunst, eksempelvis friskhed, tilgængelighed, elegance, ynde og charme, kaldes den undertiden "rokokomusik". Rokokostilen kommer tydeligst frem i menuet-satserne. Luigi Boccherinis berømte Menuet fra opus 11, nr. 5, er udpræget rokokomusik.
Vigtige kendetegn:
- Nært op til bel canto-idealerne (sangbarhed, naturlighed, forståelighed)
- Gennemsigtigt lydbillede med få stemmer og en dominerende melodistemme
- Enkle, men virkningsfulde harmoniske forløb
- Korte og enkle melodifraser som ofte gentages
- Elegant melodik og ornamentering

## Den følsomme stil
I Tyskland opstod "den følsomme stil" (empfindsamer Stil) som en intensivering af den galante stil. Centralt står friheden til at udtrykke følelser, og musikken er fuld af overraskelser som gode, hyppige og uventede modulationer, teksturændringer, pauser, uventede melodivendinger, uforberedte dissonanser og pludselige sforzandi.

## Vigtige komponister
Førklassicismen blev ofte delt op de fire "skoler": Paris (galant), Berlin (følsom), Mannheim (mellem de to førnævnte) og Wiener (forløber for wienerklassicismen).
- Carl Philipp Emanuel Bach (følsom stil, Berlinerskolen)
- Johann Christian Bach
- Wilhelm Friedemann Bach
- Luigi Boccherini
- François Couperin (galant stil, Paris-skolen)
- Bernhard Joachim Hagen
- Giovanni Battista Pergolesi
- Domenico Scarlatti
- Johann Stamitz (Mannheimerskolen)
- Carl Stamitz (Mannheimerskolen)
- Georg Philipp Telemann (i sene verk)
- Johann Joachim Quantz
- Matthias Georg Monn (Wienerskolen, begyndende sonatesatsform)

Fra Kristiansand kom norsk-dansk-tyske Johan Henrik Freithoff, som til dels skrev i galant stil.